# Незалежна партія дрібних господарів, аграрних робітників та громадян
Незалежна партія дрібних господарів, аграрних робітників та громадян (угор. Független Kisgazda, Földmunkás és Polgári Párt, FKgP) — політична партія Угорщини.

## Історія
Заснована в 1908 році під назвою «Спілка дрібних землевласників Угорщини». У жовтні 1909 року перейменована в «Партію дрібних господарів і хліборобів», її головою став заможний селянин Іштван Сабо де Надьятад. Її підтримували селяни, сільсько-господарські робітники і службовці, а також дрібні міські власники. На виборах 1920 року завоювала 77 місць в парламенті (з 163). В уряді Пала Телекі Іштван Сабо обійняв посаду міністра землеробства і ініціював проведення земельної реформи, що відповідала інтересам селянства. Після злиття з Християнським національним об'єднанням 1922 року перейменована в Християнську партію хліборобів, дрібних господарів і буржуа та стала частиною Партії єдності. У партії посилився вплив великого капіталу, проведення земельної реформи було призупинено. Незадоволені цим дрібні господарі і їх прихильники взимку 1929 року розробили нову програму (проведення радикальної земельної реформи, обмеження влади великого капіталу, розширення політичних прав і свобод, зміна системи виборів) і 12.10.1930 року створили Незалежну партію дрібних господарів, сільських робітників і городян (Független Kisgazda-, Földmunkás- és Polgári Párt). Вона стала вагомою опозицією консервативному уряду М. Горті.
На парламентських виборах 1931 року набрала 11,5 % голосів виборців, в 1935 році — 20 %, в 1939 році — 31 %. У роки Другої світової війни під керівництвом Е. Байчи-Жилінського займала виражену антивоєнну і антифашистську позицію і приєдналася до Угорського національного фронту незалежності. Після окупації Угорщини гітлерівською Німеччиною розпущена. Після війни увійшла до Тимчасового національного уряду. На парламентських виборах 1945 року одержала понад 57 % голосів. Спільно з Угорською комуністичною партією, Соціал-демократичною партією Угорщини і Національною селянською партією сфуормувала коаліційний уряд на чолі із Золтаном Тілді. З початком 1947 року партія відчувала сильний тиск з боку Угорської комуністичної партії, її лідери піддавалися залякуванню, цілеспрямованій дискредитації і переслідуванням. До літа 1947 року вона фактично залишилася без керівництва (в березні на вимогу УКП з неї виключили 50 депутатів парламенту, в кінці травня був змушений емігрувати Ференц Надь, в червні — голова Національних зборів Б. Варга), потім очолювана діячем її лівого крила І. Добі. Під його керівництвом партія в 1949 році увійшла в Угорський народний фронт, очолюваний Угорською партією трудящих і саморозпустилася.
Під час Угорської революції 1956 року зроблена спроба відродити Незалежну партію дрібних господарів, але через поразку революції вона закінчилася невдачею. 18 листопада 1988 року партія була відновлена, її очолив Тівадар Партай. На парламентських виборах 1990 року набрала 11,73 % голосів і отримала 44 мандати. Разом з Угорським демократичним форумом і Християнсько-демократичною народною партією брала участь у формуванні першого демократичного коаліційного уряду Угорщини. У 1998—2002 роках знову брала участь у створені уряду (мала 4 міністерські портфелі і 48 депутатських мандатів), налічувала 80 тисяч членів (1998). З 2002 року в парламенті не представлена. Чисельність і вплив партії різко скоротилися.

### У Національній асамблеї
| Рік виборів | Національна асамблея | Національна асамблея | Національна асамблея | Національна асамблея | Уряд                   |
| Рік виборів | кількість голосів    | % голосів            | кількість місць      | +/–                  | Уряд                   |
| ----------- | -------------------- | -------------------- | -------------------- | -------------------- | ---------------------- |
| 1931        | 173,477              | 11.48 % (#4)         | 10 / 245             |                      | в опозиції             |
| 1935        | 387,351              | 19.62 % (#2)         | 22 / 245             | ▲ 12                 | в опозиції             |
| 1939        | 569,054              | 30.83 % (#3)         | 14 / 260             | ▼ 8                  | в опозиції             |
| 1944        |                      | (#3)                 | 124 / 498            | ▲ 110                | в уряді                |
| 1945        | 2,697,262            | 57.03 % (#1)         | 245 / 409            | ▲ 121                | в уряді                |
| 1947        | 766,000              | 15.34 % (#2)         | 68 / 411             | ▼ 177                | в уряді                |
| 19491       | 5,478,515            | 97.1 %               | 62 / 402             | ▼ 6                  | в уряді                |
|             |                      |                      |                      |                      |                        |
| 1990        | 576,256              | 11.74 % (#3)         | 44 / 386             |                      | в уряді                |
| 1994        | 476,416              | 8.82 % (#4)          | 26 / 386             | ▼ 18                 | в опозиції             |
| 1998        | 617,740              | 13.78 % (#3)         | 48 / 386             | ▲ 22                 | в уряді                |
| 2002        | 42,338               | 0.75 % (#7)          | 0 / 386              | ▼ 48                 | не увійшла в парламент |
| 2006        | 838                  | 0.02 %               | 0 / 386              | ▬ 0                  | не увійшла в парламент |
| 2010        | 381                  | 0.01 %               | 0 / 386              | ▬ 0                  | не увійшла в парламент |
| 2014        | 7,426                | 0.16 % (#15)         | 0 / 199              | ▬ 0                  | не увійшла в парламент |